# Dimitsana
Dimitsana (in greco Δημητσάνα?) è un ex comune della Grecia nella periferia del Peloponneso di 1 337 abitanti secondo i dati del censimento 2001.
È stato soppresso a seguito della riforma amministrativa detta Programma Callicrate in vigore dal gennaio 2011 ed è ora compreso nel comune di Gortynia, del quale è sede comunale.
Sorge sulle rovine dell'antica Teuthis

## Località
Dimitsana è divisa nelle seguenti località:
- Dimitsana (Dimitsana, Karkalou, Moni Aimyalon i Filosofou, Palaiochori)
- Melissopetra
- Panagia
- Rados
- Rizospilia (Rizospilia, Kato Rizospilia)
- Zatouna (Zatouna, Vlongos, Markos)
- Zigovisti